# Alejandro Scopelli
Alejandro Scopelli Casanova (ur. 12 maja 1908 w La Placie, zm. 23 października 1987 w Meksyku) – argentyński piłkarz, napastnik. Reprezentant dwóch krajów: Argentyny i Włoch.
Karierę zaczynał w Estudiantes z rodzinnego miasta. W pierwszym zespole występował w latach 1928–1933, w sezonie 1931 zdobył w lidze 31 goli. Znalazł się w składzie Argentyny na premierowe mistrzostwa świata w Urugwaju. W turnieju zagrał w jednym spotkaniu (1 bramka) i wraz z drużyną wywalczył tytuł wicemistrzowski. W 1933 wyjechał do Włoch i na dwa sezony został zawodnikiem Romy, w 1935 odszedł do Interu. Zagrał jeden mecz w swojej drugiej reprezentacji – 17 lutego 1935 Włochy pokonały Francję 2:1. W 1936 wrócił do ojczyzny, grał w Racingu. Wrócił także do reprezentacji Argentyny i triumfował w Copa América 1937. Później występował w paryskim Red Star, a po wybuchu II wojny światowej przeniósł się do Portugalii (CF Os Belenenses i SL Benfica). Karierę kończył w chilijskim Club Universidad de Chile.
Pracował jako trener, m.in. w Hiszpanii, jednak najmocniej związany był z zespołami meksykańskimi. Trenował m.in. reprezentację tego kraju, zmarł w stolicy Meksyku.

## Dorobek reprezentacyjny
- Reprezentacja Argentyny - 8 spotkań, 4 gole
- Reprezentacja Włoch - 1 spotkanie (1935)